# Lasva
Lasva (německy Eichhof) je vesnice v estonském kraji Võrumaa, samosprávně patřící do obce Võru. Vesnice leží na východním břehu Lasevského jezera (Lasva järv) přibližně 10 km východně od krajského města Võru a 200 km jihovýchodně od hlavního města Tallinnu. Vesnice se rozkládá kolem rozcestí silnice Pindi–Verijärve a odbočky na Pikakannu.

## Dějiny
První listinná zmínka vesnice (v podobě Laszwa) pochází z roku 1638. V polovině 19. století bylo z dosavadního panství Vastseliina vyděleno nové panství, jehož sídlo bylo vystavěno na místě vesnice. Kolem panského sídla vzniklo druhotné poddanské sídliště (Lasva asundus). Vesnice v nynější podobě pak vznikla sloučením tohoto sídliště s bezprostředně sousedícími vesnicemi Kühmamäe, Mõsküla (Mõssküla) a Sirgaskii (Tsirgaski) v roce 1977.

## Současnost
V Lasvě se nachází obecní úřad, obecní zdravotní středisko, pobočka obecní mateřské školy a kulturní dům (Lasva rahvamaja) s víceúčelovým sálem a s širokou nabídkou zájmové činnosti v několika klubovnách. V budově obecního úřadu funguje vesnická knihovna a v prostorách kulturního domu pracuje též klubovna obecního střediska mládeže.

## Pamětihodnosti a zajímavosti
Ve vesnici fungují dvě galerie — v bývalé vodárenské věži Lasva Veetorni galerii se stálou umělecko-vlastivědnou expozici a doplňkovými výstavami a kulturním programem, a v jednom z centrálně položených vesnických stavení Galerii Shalom se stálou expozicí o izraelských dějinách, přírodě a kultuře a s prodejní výstavou současných estonských malířů.

## Další obrázky

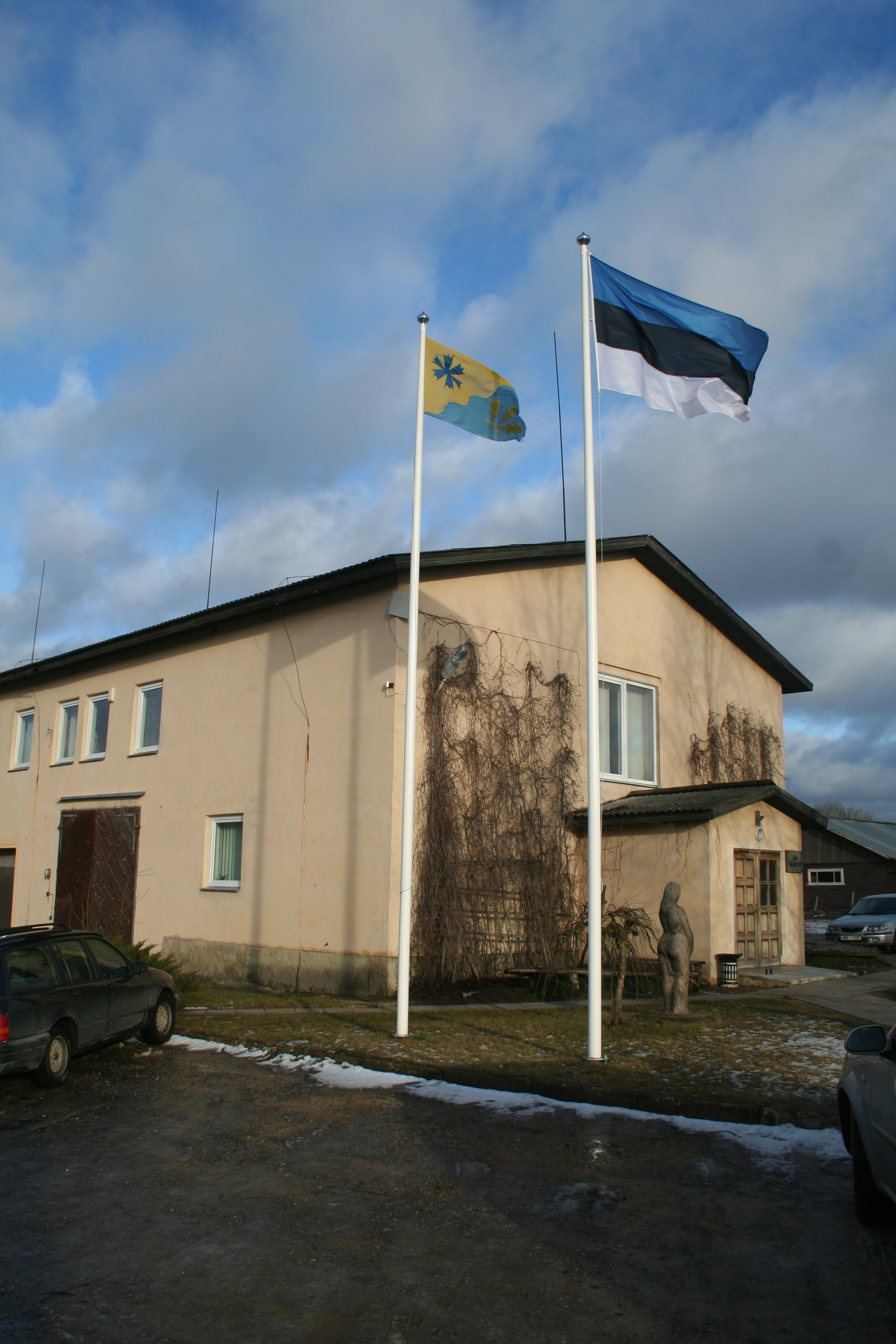
Budova obecního úřadu